# Nanxing (sockenhuvudort i Kina, Hebei Sheng, lat 38,18, long 114,05)
Nanxing är en sockenhuvudort i Kina. Den ligger i provinsen Hebei, i den norra delen av landet, omkring 280 kilometer sydväst om huvudstaden Peking. Antalet invånare är 6 263. Befolkningen består av 3 059 kvinnor och 3 204 män. Barn under 15 år utgör 20,0 %, vuxna 15-64 år 68 %, och äldre över 65 år 11,0 %.
Runt Nanxing är det ganska tätbefolkat, med 172 invånare per kvadratkilometer. Närmaste större samhälle är Donghuishe, 8,5 km norr om Nanxing. Trakten runt Nanxing består till största delen av jordbruksmark.
Genomsnittlig årsnederbörd är 656 millimeter. Den regnigaste månaden är juli, med i genomsnitt 206 mm nederbörd, och den torraste är december, med 4 mm nederbörd.